# Meso-酒石酸デヒドロゲナーゼ
meso-酒石酸デヒドロゲナーゼ（meso-tartrate dehydrogenase）は、次の化学反応を触媒する酸化還元酵素である。
meso-酒石酸 + NAD+ {\displaystyle \rightleftharpoons } ジヒドロキシフマル酸 + NADH + H+
反応式の通り、この酵素の基質はmeso-酒石酸とNAD+、生成物はジヒドロキシフマル酸とNADHとH+である。
組織名はmeso-tartrate:NAD+ oxidoreductaseである。